# 代謝途徑
代謝途徑（英語：metabolic pathway）在生物化學中，是一連串在細胞內發生的化學反應，並由酶所催化，形成使用或儲存的代謝物，或引發另一個代謝途徑（稱為「流量控制反應」）。多種途徑都是精細的，並涉及原來物質逐步修飾成所需的化學結構的化合物。在分子生物学中常被称作代谢通路，通常是指某个或某几个基因表达所涉及的全部酶或信号分子。在某一特定时间点的细胞内所有表达的基因的集合称为基因表达谱通常用RNA-seq来测定。
細胞內不同代謝途徑組成了代謝網絡。底物是否進入代謝途徑，要視乎細胞的需要，即合成代謝物及分解代謝物濃度的獨特組合（流量控制反應的動力）。代謝途徑包括主要的代學反應（一般都是需要酶的）令生物保持牠的內環境穩態。

## 概覽
代謝途徑一般都有以下特徵：
- 它們包括多個步驟，就像瀑布一樣。首個步驟多數不能倒逆。其他步驟並不一定不能倒逆。大部份情況下，這些步驟可以視乎細胞的實際需要而倒逆。
  - 糖酵解是極好的例子：

1. 當葡萄糖進入細胞後，它立即會被三磷酸腺苷（ATP）磷酸化，在首個不能倒逆的步驟成為葡萄糖-6-磷酸。這是要避免葡萄糖離開細胞。
2. 在過多脂類或蛋白質時，糖酵解會倒逆進行糖異生，以產生葡萄糖六磷酸鹽作為糖原或澱粉儲存。

- 它們都是有調節的，一般是以反饋方式，或是以循環形式再次進行反應（如三羧酸循環）。
- 真核生物的合成代謝及分解代謝途徑，大都局限于细胞中的特定区域（细胞区室），或是以使用不同的酶或輔助因子來分開。

## 主要代謝途徑

### 細胞呼吸
細胞會使用多種不同但相關的代謝途徑來轉移由分子分解釋放的能量至ATP內。這種作用會以不同的形式存在於所有生物之內：
1. 糖酵解
2. 厭氧呼吸
3. 三羧酸循環
4. 氧化磷酸化

其他途徑亦包括有：
- 脂肪酸氧化
- 糖異生
- 甲羥戊酸途徑
- 磷酸戊糖途徑
- 卟啉合成
- 尿素循環

從非生物中產生能量代合物：
- 光合作用
- 化學合成

## 外部連結
- Metabolism, Cellular Respiration and Photosynthesis - The Virtual Library of Biochemistry and Cell Biology
- A metabolic pathway（页面存档备份，存于） (Flash animation)
- KEGG: Kyoto Encyclopedia of Genes and Genomes（页面存档备份，存于）
- MetaCyc: a database of nonredundant, experimentally elucidated metabolic pathways (700 pathways from more than 600 different organisms).（页面存档备份，存于）
- aMAZE: a workbench for the representation, management, annotation and analysis of information on networks of cellular processes: genetic regulation, biochemical pathways, signal transductions.（页面存档备份，存于）
- PathCase Pathways Database System
- Interactive Flow Chart of the Major Metabolic Pathways